# Ivo Mahlknecht
Ivo Oswald Mahlknecht (Castelrotto, 21 maggio 1939 – Ortisei, 30 marzo 2020) è stato uno sciatore alpino e allenatore di sci alpino italiano.

## Biografia

### Carriera sciistica

#### Stagioni 1961-1965
Sciatore polivalente, Mahlknecht debuttò in campo internazionale in occasione del Critérium de la première neige 1960, il 17-18 dicembre a Val-d'Isère, classificandosi 59º nella discesa libera, 19º nello slalom speciale e 22º nella combinata; nel 1961 si piazzò 3º nello slalom gigante del Grand Prix de la Maurienne disputato a La Toussuire e l'anno seguente esordì ai Campionati mondiali: a Chamonix 1962 fu 23º nella discesa libera, l'unica gara nella quale prese il via. Nel 1963 si classificò 3º sia nello slalom speciale del Grand prix de Savoie di Méribel (24 marzo), sia in quello del Critérium de la première neige di Val-d'Isère (14 dicembre).
Esordì ai Giochi olimpici invernali a Innsbruck 1964, dove si piazzò 19º nella discesa libera, 16º nello slalom gigante, 15º nello slalom speciale e 8º nella combinata, disputata in sede olimpica ma valida solo ai fini dei Mondiali 1964; nel prosieguo della stagione fu 3º nello slalom gigante del Grand prix de Savoie di Méribel (21 marzo), mentre nel 1965 si classificò 2º nel secondo slalom gigante della Chuenisbärgli di Adelboden (4 gennaio), 3º nella discesa libera  dell'Hahnenkamm sulla Streif di Kitzbühel (23 gennaio) e 3º nella discesa libera e nello slalom gigante della Coppa dei Paesi alpini disputata a Davos tra il 9 e il 15 febbraio.

#### Stagioni 1966-1968

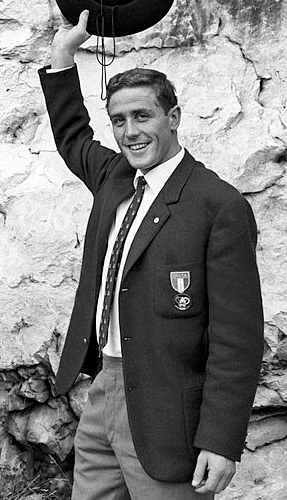
Ivo Mahlknecht a Selva di Val Gardena nel 1966, al rientro dai Mondiali di Portillo

Nel 1966 alla 3-Tre di Madonna di Campiglio (11-13 febbraio) si piazzò 3º nella discesa libera e nello slalom gigante e 2º nella combinata; ai successivi Mondiali di Portillo 1966 fu 13º nella discesa libera, 14º nello slalom gigante, 6º nella combinata e non completò lo slalom speciale. L'anno dopo partecipò alla prima stagione della Coppa del Mondo: esordì il 9 gennaio 1967 ad Adelboden in slalom gigante (16º), ottenne i migliori risultati nelle successive discese libere di Wengen (14 gennaio) e Megève (27 gennaio), dove si classificò al 5º posto, e colse l'ultimo piazzamento a punti nel circuito il 12 marzo a Franconia in slalom gigante (8º).
Ai X Giochi olimpici invernali di Grenoble 1968, sua ultima presenza olimpica, si piazzò 6º nella discesa libera, 26º nello slalom gigante, 19º nello slalom speciale e 7º nella combinata, disputata in sede olimpica ma valida solo ai fini dei Mondiali 1968; prese per l'ultima volta il via in Coppa del Mondo il 24 febbraio dello stesso anno a Chamonix in discesa libera (11º) e disputò la sua ultima gara internazionale il giorno successivo nella medesima località, lo slalom speciale valido per il trofeo Arlberg-Kandahar 1968 chiuso da Mahlknecht all'8º posto. Chiuse la carriera ai Campionati italiani 1968, dove vinse la medaglia d'oro in tutte e quattro le gare disputate: discesa libera, slalom gigante, slalom speciale e combinata.

### Carriera da allenatore
Ritiratosi dopo la stagione 1967-1968, negli anni 1970 fu l'allenatore della Valanga azzurra nelle specialità tecniche. Morì nel 2020 per complicazioni da COVID-19; era nonno della sciatrice freestyle Silvia Bertagna.

## Palmarès

### Coppa del Mondo
- Miglior piazzamento in classifica generale: 40º nel 1968

### Campionati italiani
- 15 medaglie[18]:
  - 10 ori (slalom speciale nel 1963; slalom gigante, slalom speciale nel 1964; discesa libera nel 1965; discesa libera nel 1966; discesa libera nel 1967; discesa libera, slalom gigante, slalom speciale, combinata nel 1968)
  - 4 argenti (discesa libera, slalom gigante nel 1963; discesa libera nel 1964; slalom gigante nel 1965)
  - 1 bronzo (discesa libera nel 1961)